# إليزه سميث
إليزه سميث (بالإنجليزية: Elsie Smith)‏ هي ممرضة نيوزيلندية، ولدت في 1881، وتوفيت في 1968.